# Fufu

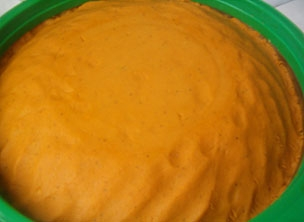
Fufu

Fufu, także: futu – potrawa mączna, przyrządzana z mąki maniokowej lub kukurydzianej, typowa dla kuchni afrykańskiej i karaibskiej.

## Charakterystyka potrawy
Potrawa powstaje w wyniku gotowania mąki roślin bogatych w skrobię, a następnie ubijania powstałej masy, aż uzyska ona konsystencję zbliżoną do ciasta. Czynność tę wykonują zazwyczaj dwie osoby. Istotnym elementem przygotowywania tej potrawy jest tradycyjny proces fermentacji. Niewielkie kulki fufu są zanurzane w sosie lub zupie i spożywane przy pomocy palców.

## Fufu afrykańskie

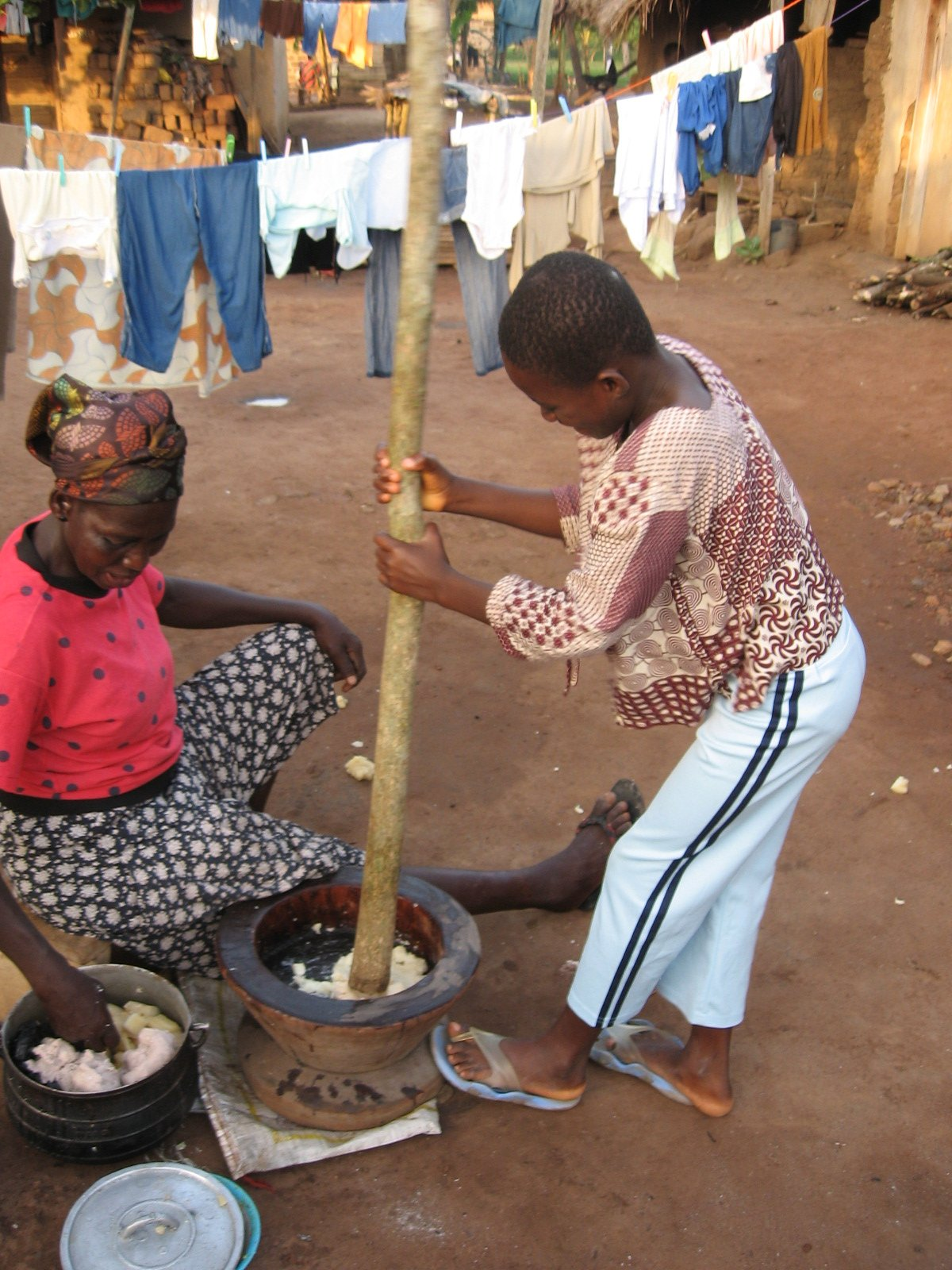
Przygotowywanie fufu w Ghanie tradycyjną metodą

Potrawa jest szczególnie ceniona w Afryce Zachodniej. Zanim kupcy portugalscy przywieźli do Afryki maniok, potrawa zbliżona do fufu była przygotowywana z pochrzynu (Dioscorea) lub z bananów. Gotowe fufu zazwyczaj ma kolor ciemnożółty, w Nigerii i Kamerunie fufu wyróżnia się białą barwą i kleistą konsystencją. Typowe dla kuchni afrykańskiej jest spożywanie fufu w postaci kulek uformowanych w ręce i zanurzanych w sosie.
W północnej Nigerii określa się ją nazwą sakora, w Kamerunie jako kameruński couscous. Potrawą podobną do fufu w południowej Afryce jest ugali (przyrządzane z mąki kukurydzianej) oraz zambijska nshima.

## Fufu karaibskie
Fufu należy do ulubionych potraw ludności Kuby, Dominikany, Haiti i Portoryko, zwłaszcza wśród imigrantów, którzy w przeszłości przybyli z Afryki Zachodniej na Karaiby. Na Kubie potrawa zachowała swoją oryginalną nazwę i jest określana jako fufú de platano. W Dominikanie i w Portoryko częściej używa się określeń mangú lub mofongo. W przeciwieństwie do wersji afrykańskiej karaibskie fufu ma konsystencję bardziej zwartą, a jej smak jest bardziej wyrazisty, dzięki zastosowaniu czosnku, oliwy, a w niektórych przypadkach także mięsa (wieprzowiny) i owoców morza. W kulturze karaibskiej fufu zazwyczaj jest podawane z zupą lub stanowi dodatek do różnych odmian estofado.
Lokalna odmiany fufu na Haiti nosi nazwę tum tum, zaś na Barbadosie cou cou.

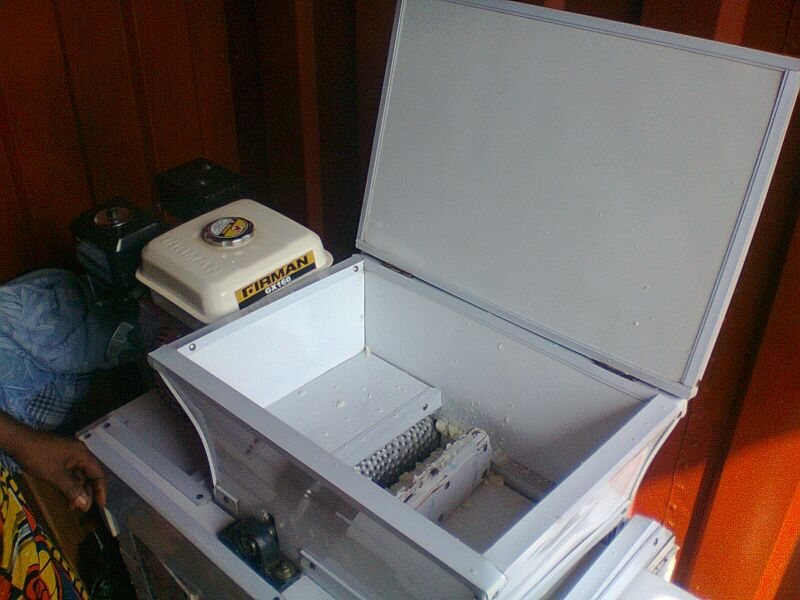
Maszyna napędzana silnikiem spalinowym do przygotowywania fufu

## Wartość energetyczna
100 g afrykańskiego fufu zawiera 2 g białka, ok. 0.1 g tłuszczu i 84 g węglowodanów. Wartość energetyczna takiej porcji wynosi 267 kCal.

## Fufu w kulturze
W powieści Chinui Achebe Świat się rozpada fufu pojawia się jako podstawa codziennego jadłospisu mieszkańców Afryki.